# The Branded Shoulder
The Branded Shoulder è un cortometraggio muto del 1911 diretto da George Melford. Prodotto dalla Kalem Company e interpretato da Alice Joyce e da Carlyle Blackwell, il film uscì nelle sale il 28 agosto 1911.

## Trama
Un giovane fattore povero, decide di lasciare la figlioletta, orfana di madre, in un orfanotrofio. La bambina viene adottata da una ricca famiglia senza figli, i Winthrop.

## Produzione
Il film fu prodotto dalla Kalem Company.

## Distribuzione
Distribuito dalla General Film Company, il film - un cortometraggio in una bobina - uscì nelle sale statunitensi il 28 agosto 1911.